# SBus

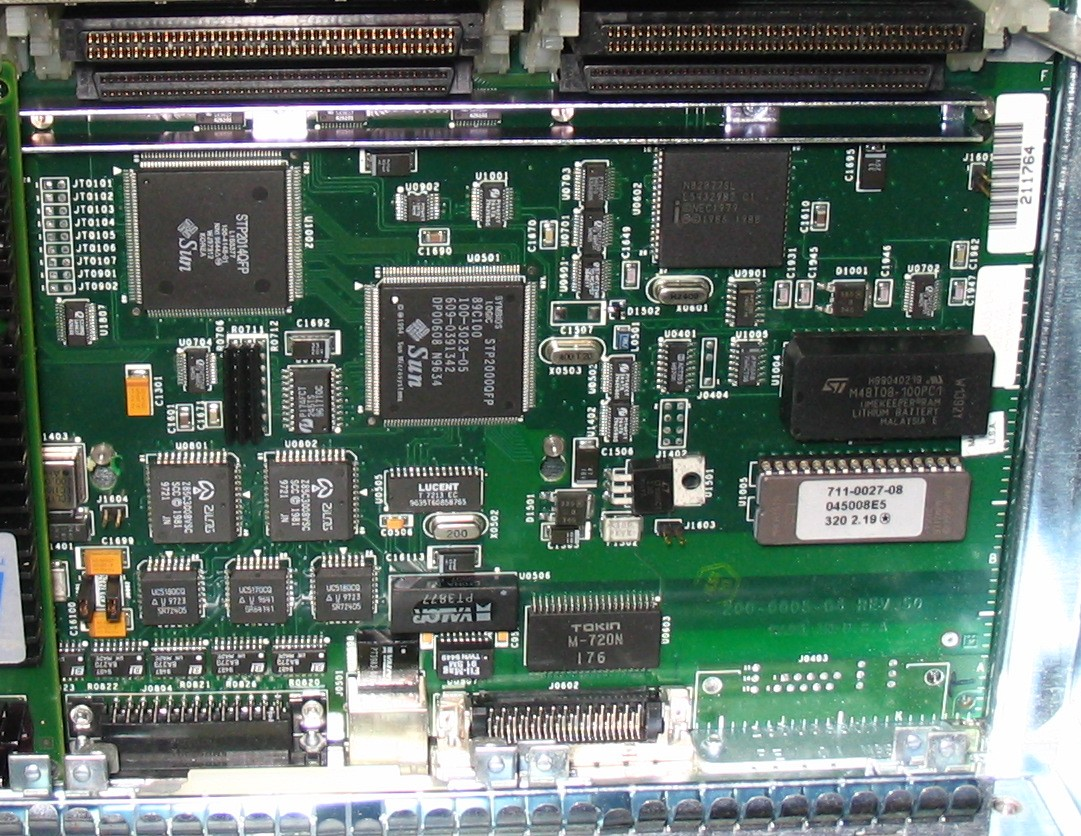
Vier SBus-connectoren (bovenaan in beeld)

SBus is een 32-bits computerbus die in de jaren 1990 gebruikt werd in de meeste op SPARC gebaseerde computers (inclusief alle SPARCstations) van Sun Microsystems en andere producenten. Het werd in 1989 door Sun geïntroduceerd als een snelle tegenhanger van hun SPARC-processors, ter vervanging van de eerdere (en tegen die tijd verouderde) VMEbus die gebruikt werd in hun Motorola 68020- en 68030-gebaseerde systemen en vroege SPARC-systemen. Toen Sun begin jaren negentig de SPARC-specificatie openbaar maakte, werd SBus eveneens gestandaardiseerd als IEEE-1496. Toen Sun in 1997 begon te migreren naar de PCI-bus verdween SBus snel uit beeld en werd op 1 januari 2000 door IEEE als standaard geschrapt.

## Ontwerp

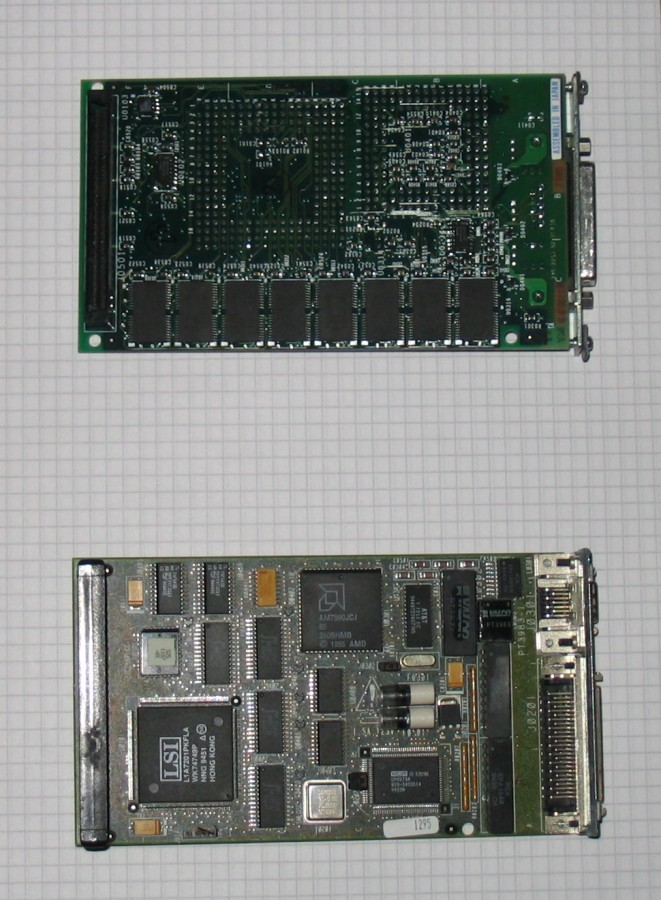
Twee SBus-kaarten

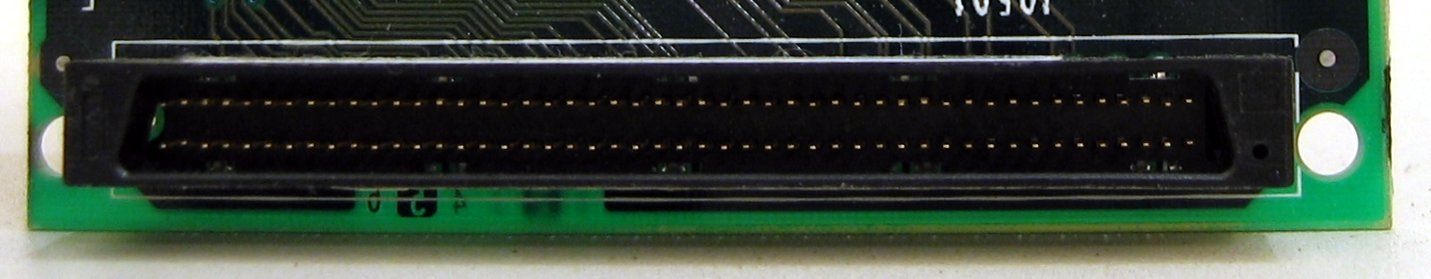
SBus-connector

SBus was alleen bedoeld voor gebruik met SPARC-processors, dus er hoefde geen rekening gehouden te worden met platformonafhankelijke aspecten. SBus is gebaseerd op een big-endian 32-bits adres- en databus, kan werken met snelheden van 16,67 MHz tot 25 MHz en kan tot 100 MB/s overdragen. Apparaten worden elk toegewezen aan een 28-bits adresruimte (256 MB). Er worden slechts acht masters ondersteund, hoewel er een onbeperkt aantal slaves kan zijn.
SBus-kaarten hadden voor die tijd een zeer compacte vormfactor. Een standaard kaart is 83,82 mm (3,300 inch) breed en 146,7 mm (5,78 inch) lang en is ontworpen om parallel aan het moederbord te worden gemonteerd. Hierdoor waren er drie uitbreidingsslots mogelijk in de platte "pizzabox"-behuizing van de SPARCstation 1. Het ontwerp maakt ook kaarten met dubbele of driedubbele breedte mogelijk die twee of drie sleuven in beslag nemen, evenals kaarten met dubbele hoogte.
SBus was oorspronkelijk bedoeld als zowel een systeembus als een I/O-bus. De snelheid van het geheugen en de centrale verwerkingseenheid (CPU) namen echter al snel sterker toe dan de I/O-prestaties. Binnen een jaar gebruikten sommige Sun-systemen daarom de MBus als CPU-geheugenbus. De SBus werd voor de rest van zijn levensduur gebruikt als I/O-bus.
Bij de introductie van de 64-bits UltraSPARC-processor werd SBus uitgebreid tot een 64-bits bus die 200 MB/s kan overdragen. Deze variant van de SBus-architectuur gebruikte dezelfde vormfactor en was compatibel met eerdere SBus-kaarten.